# 大葉波沙介
大葉波沙介（学名：Bosasella macroloba）为半花介科波沙介屬下的一个种。